# (3534) Sax
(3534) Sax (1936 XA) – planetoida z pasa głównego asteroid okrążająca Słońce w ciągu 4,57 lat w średniej odległości 2,75 j.a. Odkrył ją Eugène Joseph Delporte 15 grudnia 1936 roku.